# محطة قطار نيوارك كاسل
محطة قطار نيوارك كاسل (بالإنجليزية: Newark Castle railway station)‏‏ هي محطة قطار في المملكة المتحدة، تُشغلها قطارات إيست ميدلاند. افتُتحت هذه المحطة في 3 أغسطس 1846، ويبلغ عدد مسارات أرصفتها 2.